# Југославија на Европском првенству у атлетици на отвореном 1958.
Југославија је учествовала на 6. Европском првенству у атлетици на отвореном 1958. одржаном од 19. до 24. августа у Стокхолму (Шведска). Репрезентацију Југославије на њеном петом учешћу на европским првенствима на отвореном, представљало је 23 атлетичара (16 мушкараца и 7 жена) који су се такмичили у 21 дисциплини (15 мушких и 6 женских).
У укупном пласману Југославија је са 1 освојеном медаљом (сребрна) делила 11. место. У табели успешности према броју и пласману такмичара који су учествовали у финалним такмичењима (првих 8 такмичара) Југославија је са 5 учесника у финалу заузела 14 место са 15 бодова.
| Пл. | Земља       | 1. место | 2. место | 3. место | 4. место | 5. место | 6. место | 7. место | 8. место | Бр. фин. | Бодови |
| --- | ----------- | -------- | -------- | -------- | -------- | -------- | -------- | -------- | -------- | -------- | ------ |
| 14. | Југославија | -        | 1 − 7    | -        | −        | 1 - 4    | −        | 1 - 2    | 2 - 2    | 5        | 15     |

## Учесници
| Мушкарци: - Виктор Шнајдер — 400 м - Симо Важић — 1.500 м - Јошко Мурат — 1.500 м - Драго Стритоф — 10.000 м - Фрањо Михалић — Маратон - Фрањо Шкрињар — Маратон - Станко Лоргер — 110 м препоне - Милад Петрушић — 110 м препоне - Владо Марјановић — Скок увис - Леон Лукман — Скок мотком - Роман Лесек — Скок мотком - Бранко Милер — Скок удаљ - Дако Радошевић — Бацање диска - Звонко Безјак — Бацање кладива - Крешимир Рачић — Бацање кладива - Јоже Бродник — Десетобој | Жене: - Олга Шиковец — 100 м, 200 м - Милица Рајковц — 800 м - Милка Бабовић — 80 м препоне - Олга Пулић — Скок увис - Милена Усеник — Бацање кугле - Цмиљка Калушевић — Бацање копља - Драга Стамејчич — Петобој |  |

## Освајачи медаља (1)

### Сребро (1)
- Станко Лоргер — 110 м препоне

## Резултати

### Мушкарци
| Атлетичар        | Дисциплина     | Лични рекорд | Квалификације     | Квалификације     | Полуфинале           | Полуфинале           | Финале                | Финале      | Детаљи |
| Атлетичар        | Дисциплина     | Лични рекорд | Резултат          | Место             | Резултат             | Место                | Резултат              | Место       | Детаљи |
| ---------------- | -------------- | ------------ | ----------------- | ----------------- | -------------------- | -------------------- | --------------------- | ----------- | ------ |
| Виктор Шнајдер   | 400 м          |              | 47,9 КВ           | 2. у гр. 4        | 47,5 НР              | 4. у гр. 3           | Нису се квалификовали | 9 / 26      |        |
| Симо Важић       | 1.500 м        |              | 3:45,7            | 7. у гр. 12       |                      |                      | Нису се квалификовали | 13 / 33     |        |
| Јошко Мурат      | 1.500 м        |              | 3:48,2            | 4. у гр. 2        | 18 / 33              |                      | Нису се квалификовали |             |        |
| Драго Стритоф    | 10.000 м       |              |                   |                   |                      |                      | 14:48,4 НР, ЛР        | 9 / 22 (24) |        |
| Фрањо Михалић    | Маратон        |              | Није завршио трку | Није завршио трку |                      |                      |                       |             |        |
| Фрањо Шкрињар    | Маратон        |              | 2:32:58,4 ЛР      | 15 / 22 (25)      |                      |                      |                       |             |        |
| Станко Лоргер    | 110 м препоне  |              | 14,4 КВ           | 1. у гр. 3        | 14,4 КВ              | 1. у гр. 2           | 14,1                  |             |        |
| Милад Петрушић   | 110 м препоне  |              | 15,2              | 4. у гр. 1        | Није се квалификовао | Није се квалификовао | Није се квалификовао  | 14 / 21     |        |
| Владо Марјановић | Скок увис      |              | 1,93 КВ, ЛР       | 1.                |                      |                      | 1,90                  | 12 / 18     |        |
| Леон Лукман      | Скок мотком    |              | 4,15 КВ           | 16.               | 4,30 ЛР              | 7 / 26               |                       |             |        |
| Роман Лесек      | Скок мотком    |              | 4,15 КВ           | 8.                | 4,30 ЛРС             | 9 / 26               |                       |             |        |
| Бранко Милер     | Скок удаљ      |              | 7.10 ЛР           | 13.               | Није се квалификовао | 13 / 21              |                       |             |        |
| Дако Радошевић   | Бацање диска   |              | 48,80 КВ          | 12.               | 50,00 ЛРС            | 12 / 21              |                       |             |        |
| Звонко Безјак    | Бацање кладива |              | 57,52 КВ          | 12.               | 62,39 ЛРС            | 5 / 20               |                       |             |        |
| Крешимир Рачић   | Бацање кладива |              | 58,22 КВ          | 10.               | 59,28 ЛРС            | 10 / 20              |                       |             |        |

#### Десетобој
Учествовало је 15 десетобојаца.
| Име          | 100 м | даљ  | кугла | вис  | 400 м | 110 м пр. | диск  | мотка | копље | 1.500м | Бод              | Место        | Бел. |
| ------------ | ----- | ---- | ----- | ---- | ----- | --------- | ----- | ----- | ----- | ------ | ---------------- | ------------ | ---- |
| Јоже Бродник | 11,8  | 6,20 | 13,18 | 1,80 | 53,1  | 15,8      | 35,46 |       | 60,48 | 4:38,5 | 5.985 (6.210) НР | 10 / 18 (19) |      |

- Код бодовања постоје два резултата. Први је према важећим таблицама, а у загради по таблицама које су важиле када је такмичење одржано.

### Жене
| Атлетичарка      | Дисциплина   | Лични рекорд | Квалификације | Квалификације | Полуфинале            | Полуфинале            | Финале                | Финале  | Детаљи |
| Атлетичарка      | Дисциплина   | Лични рекорд | Резултат      | Место         | Резултат              | Место                 | Резултат              | Место   | Детаљи |
| ---------------- | ------------ | ------------ | ------------- | ------------- | --------------------- | --------------------- | --------------------- | ------- | ------ |
| Олга Шиковец     | 100 м        |              | 12,4          | 5. у гр. 5    | Није се квалификовала | Није се квалификовала | Није се квалификовала | 15 / 23 |        |
| Олга Шиковец     | 200 м        |              | 25,1 КВ       | 3. у гр. 3    | 25,1                  | 6. у гр. 2            | Нису се квалификовале | 15 / 26 |        |
| Милица Рајковц   | 800 м        |              | 2:13,3 ЛР     | 6. у гр. 2    |                       |                       | Нису се квалификовале | 16 / 19 |        |
| Милка Бабовић    | 80 м препоне |              | 11,6          | 4. у гр. 4    | Није се квалификовала | Није се квалификовала | Није се квалификовала | 14 / 14 |        |
| Олга Пулић       | Скок увис    |              |               |               |                       |                       | 1,61 ЛРС              | 8 / 11  |        |
| Милена Усеник    | Бацање кугле |              | 14,20 ЛР      | 8 / 11        |                       |                       |                       |         |        |
| Цмиљка Калушевић | Бацање копља | 46,78 НР     | 43,10 КВ      | 14.           |                       |                       | 45,42 ЛРС             | 12 / 16 |        |

#### Петобој
Учествовало је 21 петобојка, само једна није завршила.
| Име             | кугла | вис  | 200 м | 80 м пр. | даљ  | Бодови            | Место        | Бел. |
| --------------- | ----- | ---- | ----- | -------- | ---- | ----------------- | ------------ | ---- |
| Драга Стамејчич | 12,83 | 1,41 | 25,5  | 11,4     | 5,42 | 3.585 (4.363) ЛРС | 10 / 21 (22) |      |

- Код бодовања постоје два резултата. Први је према важећим таблицама, а у загради по таблицама које су важиле када је такмичење одржано.